# Prairie School

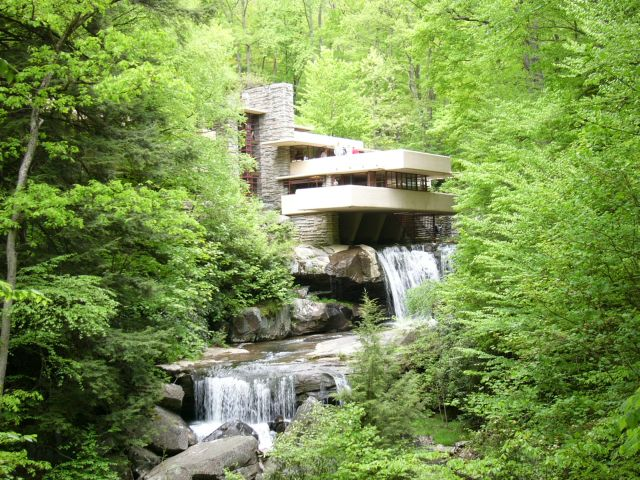
Fallingwater house (ou Maison de la cascade par Frank Lloyd Wright - 1936, Pennsylvanie).

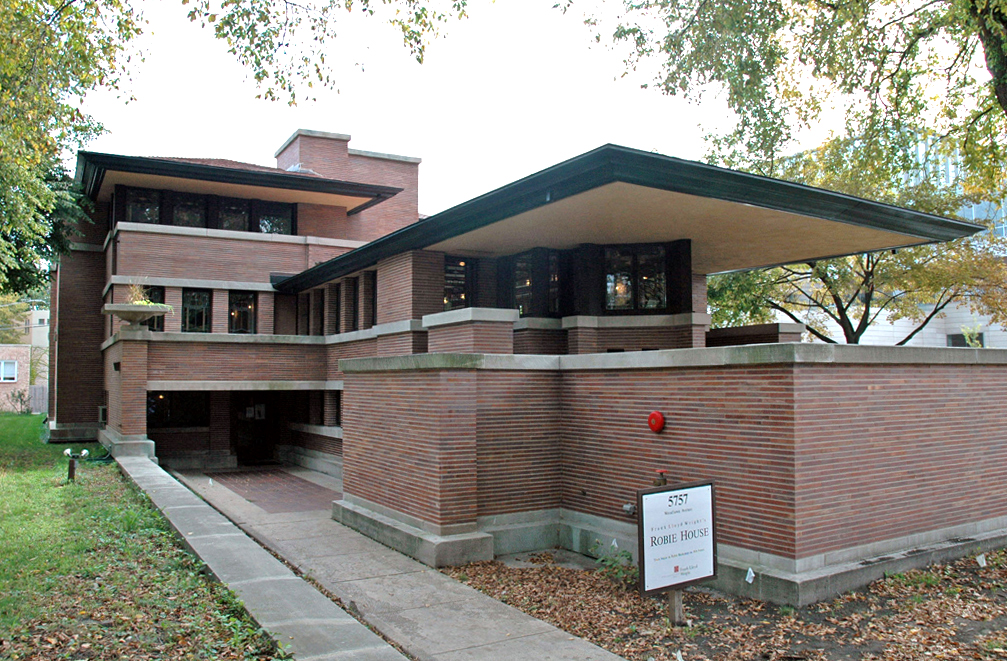
La Robie House Prairie House type construite par Frank Lloyd Wright - 1906-1909, Chicago.

La Prairie School est un mouvement architectural né aux États-Unis à la fin du XIXe siècle et qui se poursuit au début du XXe siècle, il s'exprima surtout dans le Midwest, notamment depuis Chicago. La ville donnera le nom de Chicago Group, utilisé par une des architectes pour qualifier ces derniers, avant que l'historien en architecture H. Allen Brooks n'invente le terme employé aujourd'hui, inspiré des paysages de plaines dégagées de cette région dans lesquels s'intégraient les constructions du mouvement.

## Entre traditions et innovations
Par bien des points, la Prairie School rompt avec les conventions architecturales classiques héritées des habitations européennes ; elle marque la naissance d'un nouveau style propre aux États-Unis. L'organisation et l'apparence des bâtiments abandonnent la symétrie et privilégient des "plans ouverts". L'introduction des matériaux et techniques modernes comme le béton armé permet la création d'avant-toits en saillie protégeant les ouvertures, et celle de "murs-fenêtres" (plusieurs fenêtres accolées successivement sur toute une façade) améliorant l'illumination. Désormais, la maison est avant tout imaginée comme un espace intérieur conçu pour y vivre, et non comme une structure en soi. Par contre, les architectes de la Prairie School restent éloignés de l'esthétique industrielle ou trop minimaliste : ils privilégient les matériaux traditionnels tels que la brique, la pierre, et surtout le bois. Ainsi s'ils savaient exploiter les possibilités apportées par les nouvelles technologie et la mécanisation, ils ne dédaignaient pas de faire appel à l'artisanat pour caractériser leurs réalisations, à la manière du mouvement Arts & Crafts.

## L'intégration à l'environnement
La Prairie est un élément représentatif du mouvement par la relation qu'entretiennent ses constructions avec leur environnement naturel. En effet, beaucoup des bâtiments étaient construits dans des banlieues résidentielles naissantes, encore en contact avec la végétation et de vastes clairières herbeuses, et ont été dessinés pour s'y fondre formellement. Il en résulte des silhouettes basses et dominées par des lignes horizontales, des toits à faible inclinaison, parfois organisées autour d'un élément central plus vertical structurant l'ensemble. On note aussi la présence de pierre et de bois apparents auparavant dissimulés sur les maisons cossues. Frank Lloyd Wright, le constructeur le plus connu de Prairie Houses parlait d'architecture organique, car elle devait entretenir un lien entre le citadin et la nature, pour le bien-être du premier et le respect de la seconde, le lien entre habitat domestique et habitat naturel.

## Architectes associés à laPrairie School

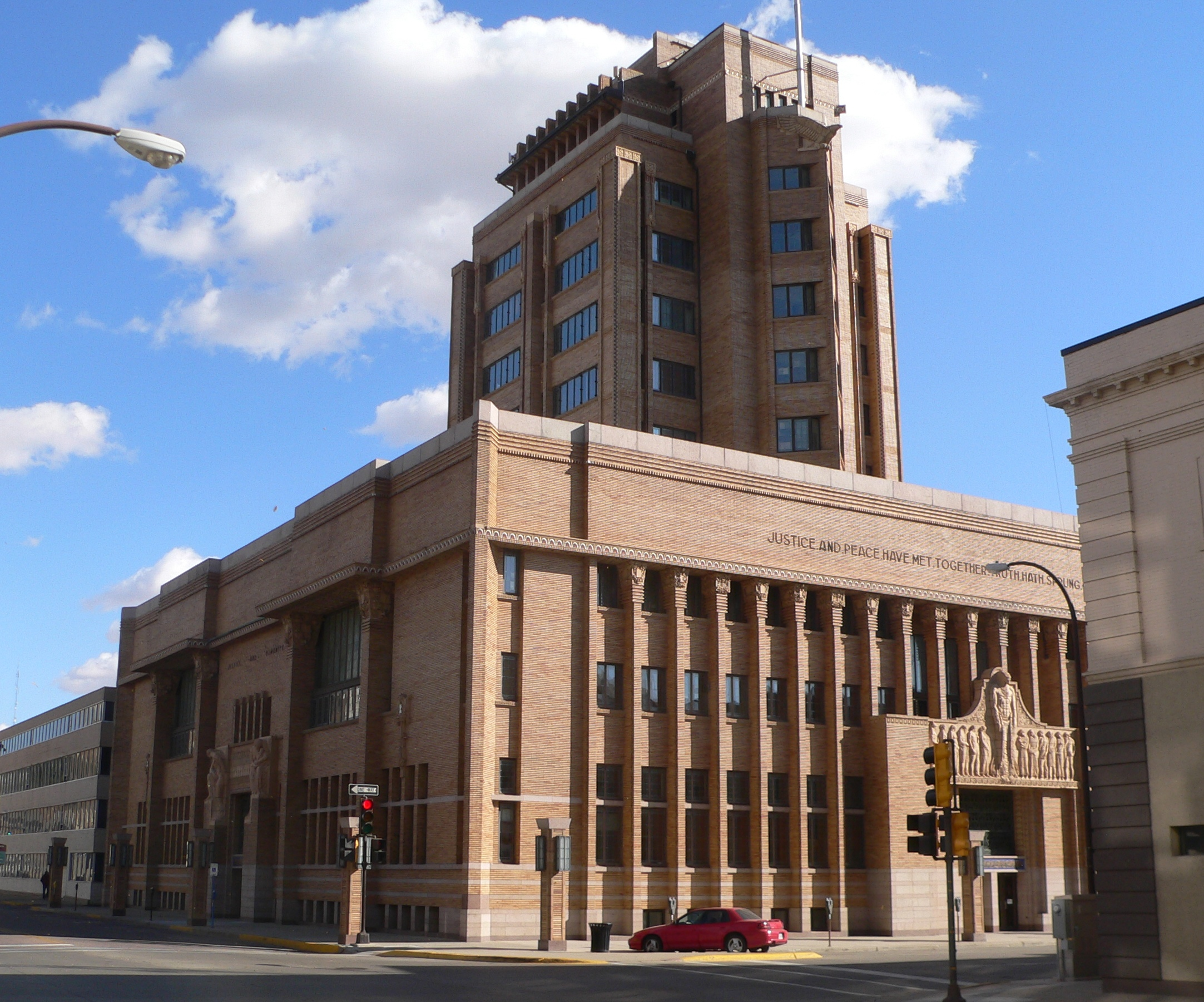
Le Palais de justice du comté de Woodbury à Sioux City (Iowa), conçu par G. G. Elsmlie, W. G. Purcell et William L. Steele et construit en 1916.

Le principal initiateur fut Louis Sullivan, les plus connus sont :
- Barry Byrne
- George Grant Elmslie
- Walter et Marion Mahony Griffin
- George W. Maher
- William Gray Purcell
- Isabel Roberts
- Frank Lloyd Wright